# Zgodovinski časopis
Zgodovinski časopis je slovenska zgodovinska znanstvena revija.
Zgodovinski časopis je po preoblikovanju Muzejskega društva za Slovenijo leta 1946 v Zgodovinsko društvo za Slovenijo nadomestil dotedanje glasilo Glasnik Muzejskega društva za Slovenijo, ki je izhajalo v letih 1919–1945. 
Od leta 1948, ko je izšel letnik 1947, izhaja v Ljubljani. Objavlja znanstvene razprave o zgodovini Slovencev, slovenskega in srednjeevropskega prostora, raziskave iz pomožnih zgodovinskih ved, teorije zgodovine ter pouka zgodovine v šoli. Poleg tega tudi recenzije, poročila s kongresov in diskusije. Poleg slovenskih raziskovalcev v reviji pogosto objavljajo ugledni tuji zgodovinarji.
Trenutno v posameznem letniku izhajata dve dvojni številki v skupnem obsegu okoli 550 strani. Do konca leta 2022 je izšlo 166 zvezkov. Revijo izdaja Zveza zgodovinskih društev Slovenije, urejali so jo: Bogo Grafenauer (1947–1968), Ferdo Gestrin (1968–1973), Vasilij Melik (1973–2000) in Peter Štih (2000–).
Zgodovinski časopis izdaja tudi posebno Zbirko Zgodovinskega časopisa, v kateri je do konca leta 2022 izšlo 51 znanstvenih zbornikov in monografij.